# 西里尔·麦克沃思-普雷德
西里尔·麦克沃思-普雷德（英語：Cyril Mackworth-Praed，1891年9月21日—1974年6月30日），英国男子射击运动员。他曾代表英国参加1924年和1952年夏季奥林匹克运动会射击比赛，获得一枚金牌和二枚银牌。